# Unione Sportiva Anconitana 1966-1967
Questa pagina raccoglie le informazioni riguardanti l'Unione Sportiva Anconitana nelle competizioni ufficiali della stagione 1966-1967.

## Rosa
| N. |                   | Ruolo | Calciatore          |
| -- | ----------------- | ----- | ------------------- |
|    | Italia (bandiera) | A     | Sauro Bonetti       |
|    | Italia (bandiera) | D     | Romeo Campagnola    |
|    | Italia (bandiera) | D     | Roberto Cannarozzo  |
|    | Italia (bandiera) | D     | Claudio Castagnino  |
|    | Italia (bandiera) | A     | Bruno Facincani     |
|    | Italia (bandiera) |       | Franceschetti       |
|    | Italia (bandiera) | C     | Giampaolo Giampaoli |
|    | Italia (bandiera) | P     | Nicola Giannisi     |
|    | Italia (bandiera) | C     | Steno Gola          |
|    | Italia (bandiera) | P     | Bruno Jacoboni      |
|    | Italia (bandiera) | A     | Mattia Luca         |

| N. |                   | Ruolo | Calciatore        |
| -- | ----------------- | ----- | ----------------- |
|    | Italia (bandiera) | A     | Gaetano Maselli   |
|    | Italia (bandiera) | A     | Vincenzo Morè     |
|    | Italia (bandiera) | D     | Orazio Panebianco |
|    | Italia (bandiera) | D     | Marino Recchi     |
|    | Italia (bandiera) | A     | Alfonso Recinti   |
|    | Italia (bandiera) | C     | Marcello Riccetti |
|    | Italia (bandiera) | D     | Maurizio Spocchi  |
|    | Italia (bandiera) | D     | Giuseppe Unere    |
|    | Italia (bandiera) | C     | Cesarino Urban    |
|    | Italia (bandiera) | C     | Franco Viappini   |
|    | Italia (bandiera) | C     | Silvio Zanon      |